# Paca de paja

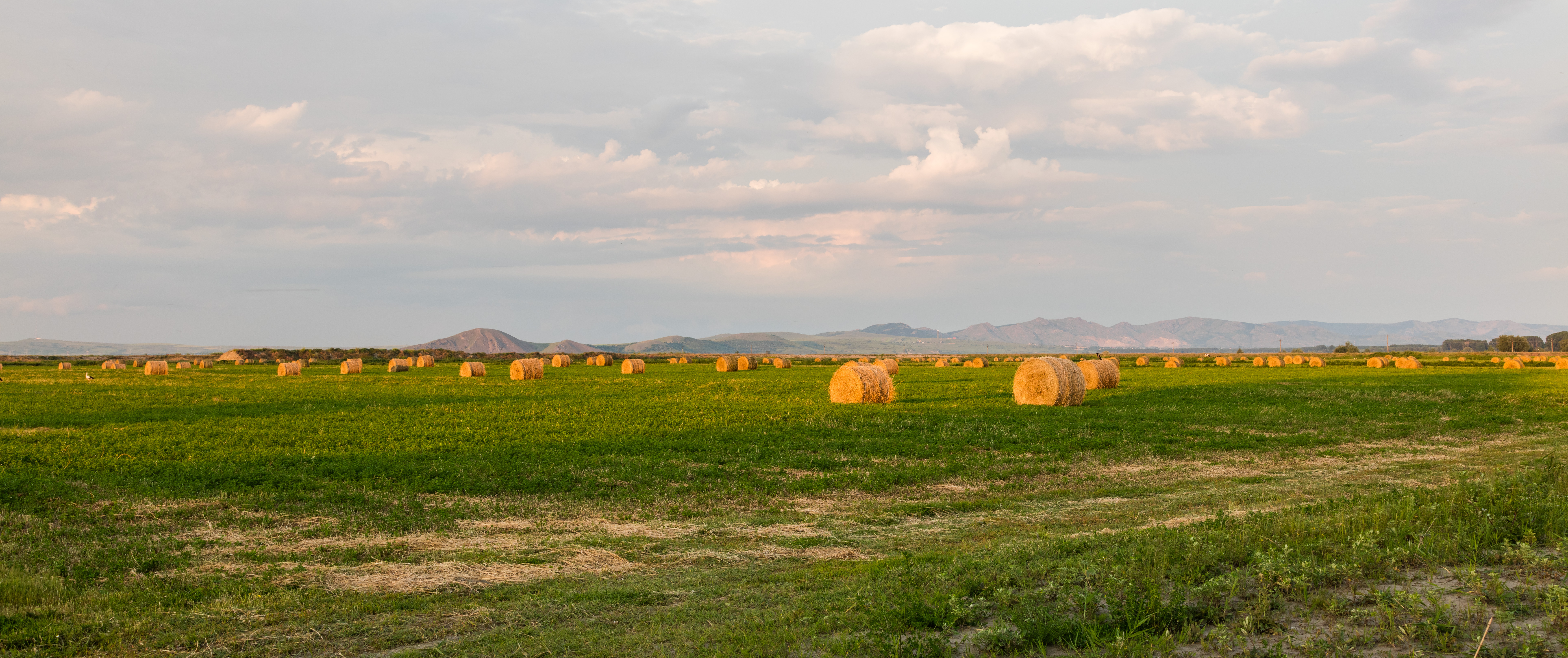
Balas de paja, Macin, Rumanía.

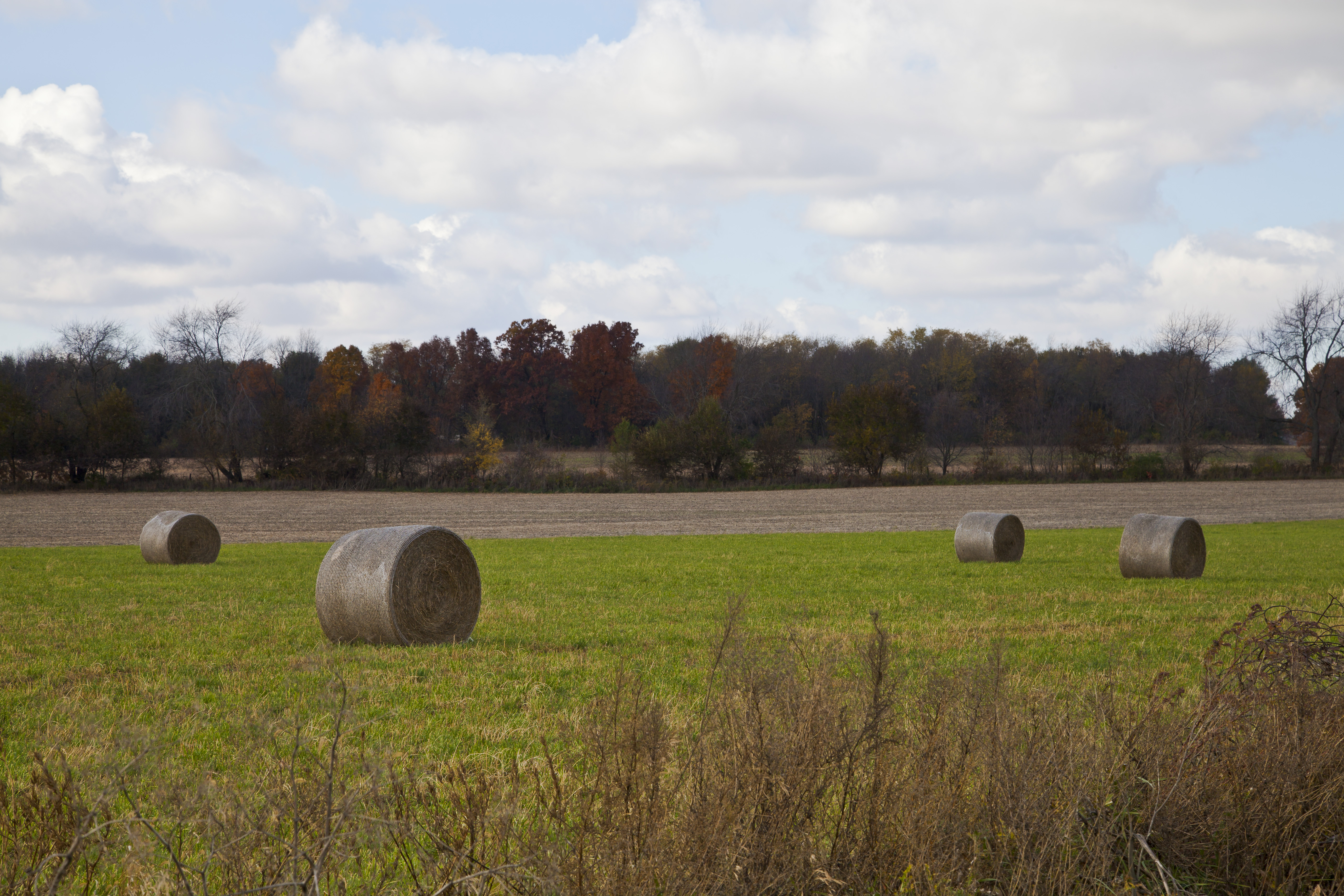
Balas de paja en Walker, Indiana, Estados Unidos.

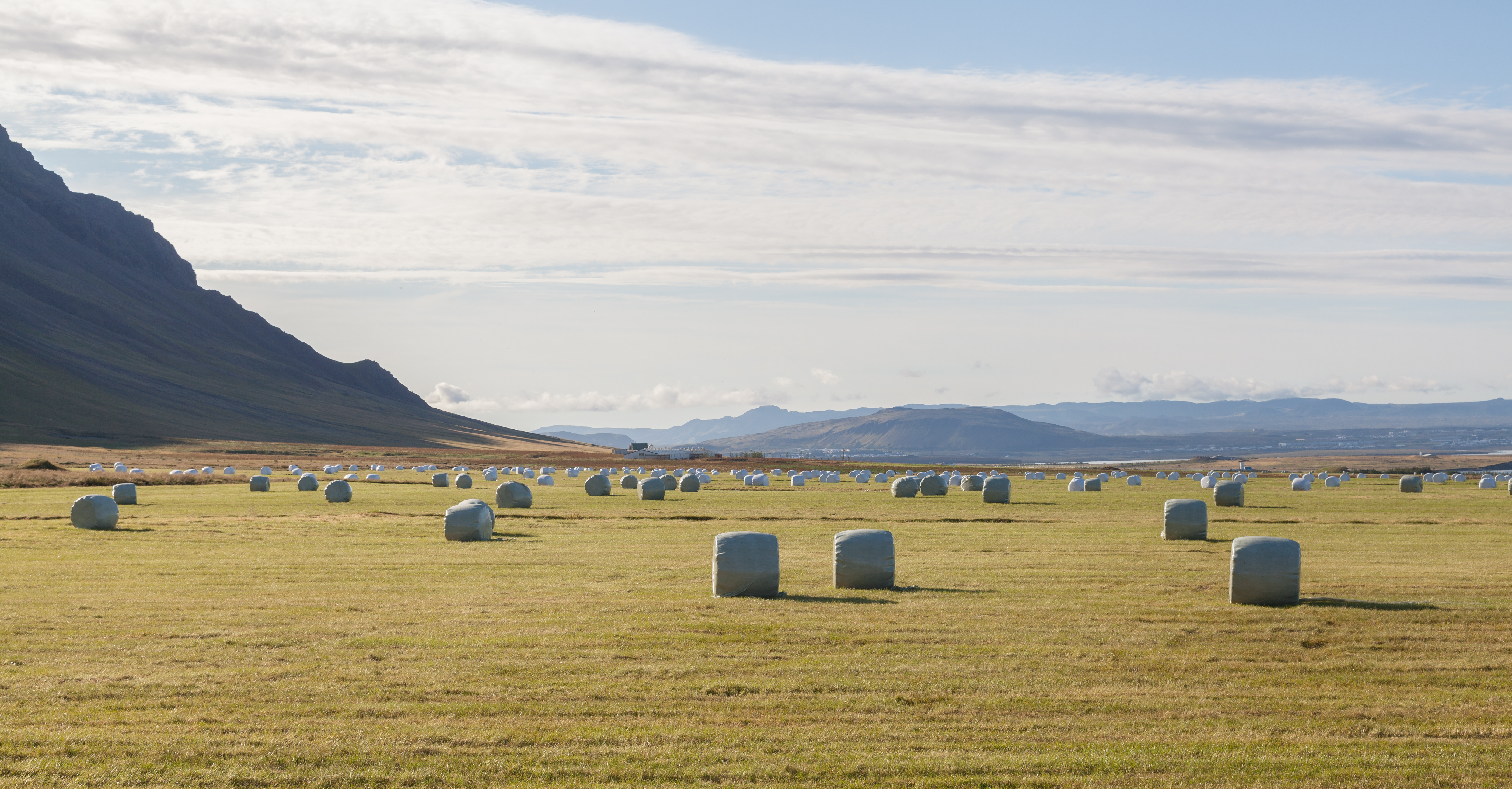
Balas de paja cubiertas, Akranes, Vesturland, Islandia.

Se denomina paca de paja, o bala de paja, a un bloque o fardo de paja, normalmente prensado, que sustituyó en gran medida al pajar como método de preservar alimento para los animales.
En el comienzo de esta tecnología, y hasta hace relativamente poco tiempo, se utilizaban fardos de forma prismática, actualmente desplazados por los cilíndricos, más aptos para su manejo mediante máquinas y que suelen denominarse balas.
Es usual que los fardos se utilicen no solo para preservar la paja sino, especialmente, para conservar otros tipos de cultivos destinados a forraje y que se cortan y procesan antes de estar secos, como forma de obtener un rendimiento nutricional máximo.
Los fardos de paja normalmente de dimensiones estándar 1.000 mm x 450 mm y de aproximadamente 48 kg son usados para el forraje desde 50 m² hasta 500 m².